# Erika Sawajiri
Erika Sawajiri (jap. 沢尻エリカ Sawajiri Erika; ps. Kaoru Amane, ur. 8 kwietnia 1986 w Tokio) – japońska wokalistka, modelka i aktorka. Ogromną popularność przyniosła jej rola w serialu 1 Litre no Namida. Na początku kariery muzycznej występowała jako Kaoru Amane, następnie ERIKA.

## Życiorys

### Wczesne życie
Erika urodziła się w Nerima w Tokio. Jej ojcem jest Japończyk a matka Algierką wychowaną we Francji. Ma dwóch starszych braci. Jej ojciec posiadał szesnaście koni wyścigowych, dając Erice w dzieciństwie szerokie możliwości uprawiania jazdy konnej. Jej ojciec zniknął z domu, gdy Erika miała 9 lat, powracając, gdy była na trzecim roku nauki w gimnazjum, lecz zmarł z powodu raka w tym samym roku. Jej brat zmarł w wypadku samochodowym, gdy była na pierwszym roku w szkole średniej. Jej najstarszy brat jest byłym aktorem. Jej matka zarządzała śródziemnomorską restauracją, w której Erika czasami pracowała. Rodzina jest niezwykle ze sobą zżyta i często wykorzystywała sesje zdjęciowe Eriki i inne prace jako okazję do wspólnej podróży. Uważana jest za jedną z najpiękniejszych kobiet w Japonii.

### 1999–2004: Debiut i początki kariery
Erika rozpoczęła karierę jako nastolatka po przejściu przesłuchania i podpisaniu kontraktu ze Stardust Promotion w 1999 roku. Weszła do show-biznesu, ponieważ chciała poznać swoją idolkę, japońską gwiazdę muzyki pop, Namie Amuro, którą podziwiała.
W 2001 roku Erika kontynuowała karierę modelki, pojawiając się w różnych sesjach zdjęciowych dla magazynów. W 2002 roku rozpoczęła karierę aktorską i rozszerzyła swoją działalność modelingową jako „gravure idol” (modelka bikini). W tym samym roku, wraz z Yui Ichikawą, Kariną i Yaritą Ayano, została wybrana na „Wizualną Królową Roku 2002” Fuji TV. W 2003 roku po raz pierwszy wystąpiła w dramie, grając niewielką rolę w popularnym dramacie TBS „Hotman”. W 2004 roku zagrała w swoim pierwszym filmie zatytułowanym „Mondai no nai Watashitachi”.

### 2005–2009: Rosnąca popularność i liczne nagrody
W 2005 roku zwróciła na siebie uwagę rolą Ayi Ikeuchi, śmiertelnie chorej 15-latki, w dramacie „1 Litre no Namida”. W tym samym roku został również wydany film „Kiedyś zwyciężymy” z 2004 roku, w którym to zagrała dziewczynę imieniem Lee Kyung-Ja. Dzięki tym rolą zdobyła liczne nagrody. W 2006 roku Erika zadebiutowała jako wokalistka pod pseudonimem „Kaoru Amane” w dramacie „Taiyo no Uta” stacji TBS. Jej pierwszy singel „Taiyou no Uta” wydany został przez wytwórnię Sony Music Japan. Singel stał się najlepiej sprzedającym się kobiecym singlem 2006 roku, sprzedając się w ponad 480 000 egzemplarzy. 4 lipca 2007 roku ponownie zadebiutowała na scenie muzycznej singlem „FREE” pod nowym pseudonimem ERIKA. Jej kolejnym singlem był „Destination Nowhere” wydany 28 listopada. W 2008 roku wyleciała do Wielkiej Brytanii, aby odpocząć i podszkolić swoje umiejętności językowe. W Londynie uczęszczała do szkoły językowej. Po kilku miesiącach spędzonych w Anglii wróciła do Japonii. We wrześniu 2009 roku japońskie media zaczęły pisać, że jej agencja zarządzająca Stardust Promotion unieważniła z nią kontrakt z nieznanych powodów.

### 2010–2015: Przerwa w karierze, wznowienie i wiodące role
10 września 2010 roku ogłoszono, że Erika podpisała kontrakt z wytwórnią Avex. W 2012 roku oficjalnie powróciła do aktorstwa, grając główną rolę w filmie „Helter Skelter”. Dzięki niej została nominowana do nagrody dla najlepszej aktorki przyznawanej przez Japońską Akademię Filmową. Wystąpiła również w dramach ”L et M: Watashi ga Anata wo Aisuru Riyuu, Sono Hoka no Monogatari” i „Akujo ni Tsuite”. W 2013 roku zagrała w filmie „Tokeiya no Musume”. W kwietniu 2014 roku Erika zagrała w swojej pierwszej od ośmiu lat dramie „First Class” wyprodukowanej przez stację Fuji TV. W październiku tego samego roku, zaledwie trzy miesiące po zakończeniu emisji, pojawił się drugi sezon „First Class” w którym również wystąpiła.

### 2015–2019: Kolejne role
W 2015 roku wystąpiła w filmie „Shinjuku Swan”, opartym na mandze autorstwa Kena Wakui. Erika zagrała również główną rolę w dramie „Yokoso, wagaya e”. W 2016 roku wystąpiła w dramacie historycznym „Ooku” stacji Fuji TV. Zagrała też w dramacie „Moumoku no Yoshinori-sensei ~Hikari wo ushinatte kokoro ga miete~”. W 2017 roku Erika zagrała w dwóch dramach. Pierwszą z nich była „Haha ni Naru”, w której wcieliła się w rolę Yui Kashiwazaki, matki której syn zaginął w wieku trzech lat i został odnaleziony dziesięć lat później, oraz w „Funohan” składającej się z 4 odcinków. W 2018 roku zagrała w czterech filmach „Funohan” kontynuacji dramy z 2017 roku, „Neko wa Daku Mono”, „Taberu Onna” i „Oku Otoko” oraz dramie „Hagetaka”. W 2019 zagrała jedną z głównych ról w filmie „No Longer Human” i dramie „Shiroi Kyoto”. Po aresztowaniu Eriki w listopadzie 2019 r. została zastąpiona w taidze dramie „Kirin ga Kuru” przez Harunę Kawaguchi.

### 2020: Zakończenie kariery
W styczniu 2020 roku, oświadczyła, że nie zamierza kontynuować kariery. Sawajiri została zmuszona do zawieszenia działalności rozrywkowej w wyniku incydentu i ogłosiła na pierwszej rozprawie sądowej, że nie planuje obecnie powrotu do aktorstwa, skutecznie wycofując się z branży rozrywkowej.

### Od 2024: Wznowienie kariery
Ogłoszono, że planuje wznowić karierę rozrywkową po raz pierwszy od prawie czterech lat, grając główną rolę w spektaklu „Tramwaj zwany pożądaniem”, którego premiera odbędzie się w lutym 2024 roku.

## Życie prywatne
W styczniu 2009 roku Erika poślubiła pisarza, byłego scenarzyste i producenta Tsuyoshi Takashiro w świątyni Meiji w Yoyogi. Jednak 28 grudnia 2013 r. oficjalnie ogłoszono ich rozwód.  Informacje o rozwodzie opublikowano na ich stronach internetowych.

### Aresztowanie i proces narkotykowy
W dniu 16 listopada 2019 r. Sawajiri została aresztowana pod zarzutem posiadania MDMA w swoim domu. Erika przyznała się do zażywania narkotyków przez ostatnie 10 lat, w tym marihuany, LSD i kokainy. Podczas procesu karnego 31 stycznia 2020 r. Sawajiri przyznała się do winy i przyznała, że zażywała narkotyki od 19 roku życia. 6 lutego 2020 r. Sąd Rejonowy w Tokio skazał ją na 18 miesięcy pozbawienia wolności w zawieszeniu na trzy lata. 21 lutego ani prokuratura, ani obrona nie złożyły w terminie apelacji i wyrok stał się prawomocny.

## Wizerunek publiczny
Podczas przedpremierowego pokazu „Closed Note” 29 września 2007 roku Erika była najwyraźniej niezadowolona z filmu, udzielała dziennikarzom lakonicznych odpowiedzi. Jej działania zostały później szeroko skrytykowane jako brak szacunku dla współpracowników i ekipy filmowej. Przeprosiła na swojej stronie internetowej i podczas wywiadu w porannym programie Super Morning, mówiąc: „Zniszczyłam wszystko swoim zachowaniem tego dnia”, a także zaprzeczyła pogłoskom, że została zawieszona przez jej kierownictwo. Incydent ten, w połączeniu z relacją Sawajiri z Takagim, miał duży wpływ na jej publiczny wizerunek, przez co odwołała swój występ na Międzynarodowym Festiwalu Filmowym w Pusan. Następnie nagle zawiesiła swoją karierę aktorską, a Stardust Promotion rozwiązało z nią umowę w 2009 roku. W wywiadzie dla CNNGo.com z 1 września 2010 r. powiedziała, że jej przeprosiny po incydencie na premierze filmu „Closed Note” w 2007 r. były błędem. Nie chciałam przepraszać, ale kierownictwo zmusiło mnie do tego, powiedziałam im „to jest moja droga”, ale w końcu się poddałam, to był mój błąd.

## Filmografia

### Dramy
| Rok  | Tytuł                                                            | Rola                          | Stacja telewizyjna | Typ roli |
| ---- | ---------------------------------------------------------------- | ----------------------------- | ------------------ | -------- |
| 2003 | Hotman                                                           | Satsuki Akikawa               | TBS                |          |
| 2003 | Hitonatsu no Papa e                                              | Satsuki                       | TBS                |          |
| 2003 | NorthPoint Friends                                               | Mami Iwasa                    | UHB                |          |
| 2004 | Sakura Saku made                                                 | Naoko Hayashi                 | MBS                |          |
| 2004 | Fuyuzora ni Tsuki wa Kagayaku                                    | Misa Takano                   | CX                 |          |
| 2004 | Cheers: Tenko e no Oenka                                         | Yukari Akikawa                | NTV                |          |
| 2004 | Mumei                                                            |                               | TBS                |          |
| 2005 | Aikurushii                                                       | Honoka Kizaki                 | TBS                |          |
| 2005 | 1 Litre no Namida                                                | Aya Ikeuchi                   | CX                 | Główna   |
| 2005 | The Winds of God                                                 | Misaki Ohara                  | EX                 |          |
| 2006 | Tenshi no Hashigo                                                | Natsuki Saito                 | CX                 |          |
| 2006 | Taiyō no Uta                                                     | Kaoru Amane                   | TBS                | Główna   |
| 2012 | L et M: Watashi ga Anata o Ai suru Riyu                          | Eru and Emu                   | BeeTV              | Główna   |
| 2012 | Akujo ni Tsuite                                                  | Tomikoji Kimiko/Suzuki Kimiko | TBS                | Główna   |
| 2013 | Tokeiya no Musume                                                | Ryo Miyahara                  | TBS                | Główna   |
| 2014 | First Class                                                      | Chinami Yoshinari             | CX                 | Główna   |
| 2014 | First Class 2                                                    | Chinami Yoshinari             | CX                 | Główna   |
| 2015 | Yōkoso, Wagaya e                                                 | Asuka Kandori                 | CX                 |          |
| 2016 | Ōoku                                                             | Omiyo and Ume                 | CX                 | Główna   |
| 2016 | Moumoku no Yoshinori-sensei: Hikari wo Ushinatte Kokoro ga Mieta | Mayumi Arai                   | NTV                |          |
| 2017 | Haha ni Naru                                                     | Yui Kashiwazaki               | NTV                | Główna   |
| 2018 | The Vultures                                                     | Takako Matsudaira             | EX                 |          |
| 2019 | Shiroi Kyotō                                                     | Keiko Hanamori                | EX                 |          |

### Filmy
| Rok  | Tytuł                      | Rola            |
| ---- | -------------------------- | --------------- |
| 2004 | Mondai no nai Watashitachi | Maki Shintani   |
| 2005 | Kiedyś zwyciężymy          | Lee Kyung-ja    |
| 2005 | Ashurajō no Hitomi         | Yachi           |
| 2005 | Shinobi                    | Hotarubi        |
| 2006 | Mamiya Kyodai              | Naomi Honma     |
| 2006 | Sugar & Spice              | Noriko Watanabe |
| 2006 | Ghost Train                | Nana            |
| 2006 | The Angel’s Egg            | Natsuki Saito   |
| 2006 | Tegami                     | Yumiko Iraishi  |
| 2007 | Closed Note                | Kae Horii       |
| 2012 | Helter Skelter             | Ririko          |
| 2015 | Shinjuku Swan              | Ageha           |
| 2018 | Impossibility Defense      | Tada            |
| 2018 | Neko wa Daku Mono          | Saori           |
| 2018 | Taberu Onna                | Keiko Komugita  |
| 2018 | Okuotoko                   | Towako Yasuda   |
| 2019 | No Longer Human            | Shizuko Ōta     |

## Nagrody i nominacje
| Rok  | Ceremonia                            | Kategoria                                         | Nominowane prace                     | Rezultat  | Przy.  |
| ---- | ------------------------------------ | ------------------------------------------------- | ------------------------------------ | --------- | ------ |
| 2005 | Nagroda Nikkan Sports Film           | Nagroda dla Najlepszego Debiutanta                | Kiedyś zwyciężymy                    | Wygrana   | [ 60 ] |
| 2005 | Nagroda Złotej Strzały               | Nagroda dla Najlepszego Debiutanta                | Kiedyś zwyciężymy                    | Wygrana   | [ 61 ] |
| 2006 | Festiwal Filmowy w Jokohamie         | Najlepszy Nowy Talent                             | Kiedyś zwyciężymy                    | Wygrana   | [ 62 ] |
| 2006 | Kinema Junpo Award                   | Nagroda dla Dziesięciu Najlepszych Nowych Aktorek | Kiedyś zwyciężymy, Ashura, Shinobi   | Wygrana   | [ 63 ] |
| 2006 | Nagroda Japońskiej Akademii Filmowej | Nagroda dla Najlepszego Debiutanta [Kobieta]      | Kiedyś zwyciężymy                    | Wygrana   | [ 64 ] |
| 2006 | Nagrody Filmowe Tokyo Sports         | Nagroda dla Najlepszego Debiutanta                | Kiedyś zwyciężymy, Shinobi           | Wygrana   | [ 65 ] |
| 2006 | Nagroda Élan d’Or                    | Nagroda dla Najlepszego Debiutanta                | 1 Litre no Namida, Kiedyś zwyciężymy | Wygrana   | [ 66 ] |
| 2006 | Nagroda Złotej Strzały               | Nagroda dla Najlepszego Debiutanta                | 1 Litre no Namida, Kiedyś zwyciężymy | Wygrana   | [ 67 ] |
| 2013 | Nagroda Japońskiej Akademii Filmowej | Najlepsza Aktorka                                 | Helter Skelter                       | Nominacja | [ 25 ] |

## Dyskografia

### Single
- Taiyou no Uta (Kaoru Amane) (30.08.2006)
- FREE                        (04.07.2007)
- Destination Nowhere         (28.11.2007)

### Teledyski
- Kaoru Amane - Taiyo no Uta (タイヨウのウタ) (2006)
- Erika	- Free (2007)
- Erika - Fantasy (2007)
- Erika - Destination Nowhere (2007)